# Língua canela
Canela é uma língua indígena da América falada no Brasil, na região do Maranhão. Pertence à família Macro-jê. Aproximadamente 1800 pessoas a usam nas Terras Indígenas Porquinhos e Canela, entre o rio Alpercatas e o riacho Enjeitado.
O dialeto canela faz parte do conjunto de dialetos da língua timbira, da família Jê, no tronco Macro-Jê, se divide nas variantes dos Ramkokamekrá (Mẽmõrtũmre) e dos Apaniekrá.
A língua timbira pertence ao grupo Jê Setentrional do tronco macro-jê.
É um dialeto próximo do dialeto krahô. 

Ainda há controvérsia se os dialetos da língua timbira são de fato dialetos (um continuum dialetal) ou podem ser reconhecidos como línguas aparentadas.